# Biblioteca cantonale di Lugano
La Biblioteca cantonale di Lugano (BCLU) è la maggiore biblioteca pubblica della città svizzera di Lugano, in Canton Ticino. Dipende dal Sistema Bibliotecario Ticinese ed è la più rilevante, a livello storico e patrimoniale, tra le quattro biblioteche cantonali (le altre sono Bellinzona, Locarno e Mendrisio).

## Storia
Nata nel 1852 da una serie di riforme sull'istruzione superiore condotte dall'autorità politica dell'epoca, fu allora annessa al Liceo situato nell'ex convento di Sant'Antonio dei padri Somaschi. Nel 1861 cominciò la raccolta della Libreria Patria con lo scopo di conservare presso la biblioteca cantonale tutte le opere scritte da ticinesi, stampate in Ticino o relative al Cantone.
Nel 1904 fu trasferita nel nuovo palazzo degli studi di Lugano al numero 4 di Viale Cattaneo. Fu anche dotata di un nuovo regolamento, di maggiori mezzi finanziari e di un direttore responsabile. Lo scopo era sempre quello di tutelare l'italianità ticinese. Poi, nel 1941 fu costruito l'edificio su progetto di Rino Tami dove risiede attualmente la BCLU, diventando indipendente dal Liceo. Dopo la guerra, con il tasso di scolarizzazione in crescita, diventò sempre più importante e incontrò seri problemi logistici. Un credito di 7.980.000 franchi venne accordato dalla Confederazione nel 2003 per il necessario ampliamento.

### Cronologia
- 1852: Nascita della biblioteca legata allora al Liceo.
- 1861: Inizio della raccolta della «Libreria Patria».
- 1904: La biblioteca, sempre legata al Liceo, è trasferita nel nuovo Palazzo degli Studi.
- 1942: L'attuale sede della biblioteca è inaugurata ufficialmente.
- 1962: Donazione alla biblioteca di 100 incunaboli dal bibliofilo ticinese Sergio Colombi.
- 1978: Acquisizione dell'archivio di Giuseppe Prezzolini.
- 1989: Inizio dell'automatizzazione delle biblioteche.
- 1993: Quattro biblioteche cantonali sono istituite a Lugano, Bellinzona, Locarno e Mendrisio.
- 2004: Fine del progetto Medea iniziato nel 2003 per il recupero del pregresso del catalogo. Le notizie dei 300'000 documenti della biblioteca possono essere consultate in Internet.

## Sede
La sede della biblioteca cantonale è ubicata in viale Cattaneo, nel Parco Ciani, di fianco al Liceo cantonale di Lugano. L'edificio "base" è stato progettato dagli architetti Carlo e Rino Tami e costruito nel 1941 in stile moderno razionalista. La biblioteca è strutturata su tre piani con al piano terra l'ingresso, l'atrio, le postazioni per consultare il catalogo online, gli uffici, la sala espositiva, la Sala Tami (sala di lettura storica con 90 posti) e la terrazza; al piano inferiore sono collocati l'archivio Prezzolini (aperto su appuntamento), la sala dei giornali, la sala di studio, la sala della documentazione (mediateca), la sala del libro e i vecchi cataloghi; al primo piano vi sono la direzione, la segreteria, la Sala Manzoni e gli uffici; i magazzini dei libri sono su 5 piani.

## Attività
La biblioteca cantonale offre accesso ai cataloghi, prestito, prestito interbibliotecario, utilizzo delle sale (per lettura, studio, consultazione, conferenze, seminari, convegni), esposizioni e accesso al materiale librario, all'archivio digitale dei quotidiani e periodici, alla mediateca, a internet e all'archivio Prezzolini.

### Patrimonio
La BCLU possiede circa 300.000 documenti e 1.300 titoli di periodici. Il fondo della biblioteca conta anche molti documenti audiovisivi come dei CD-Rom, DVD (circa 500 titoli di Film), microfilm, banche di dati e raccolte di siti web. Conserva anche un "Fondo Antico", di oltre 20.000 volumi, che conta segnatamente 198 incunaboli, costituito all'inizio dalle biblioteche di cinque conventi secolarizzati nella metà dell'Ottocento e da altre donazioni letterarie. Inoltre, la BCLU custodisce l'archivio dello scrittore, editore ed aforista Giuseppe Prezzolini, acquistato dal Canton Ticino nel 1978 al quale si sono aggiunti, nel 1994, i fondi del poeta Guido Ceronetti e del regista Ennio Flaiano. Poi, nel 2013, la BCLU acquisisce l'archivio dello storico, linguista, giornalista e fotografo navale Aldo Fraccaroli.
Il catalogo è informatizzato per i 300.000 documenti disponibili; si aggiungono i vecchi cataloghi cartacei per i libri fino al 1990. Per quanto concerne la stampa periodica, la BCLU detiene gli archivi digitalizzati di Corriere del Ticino, Gazzetta Ticinese, Giornale del Popolo, LaRegione Ticino e Il Dovere. 

### I direttori
- Francesco Chiesa
- Adriana Ramelli
- Adriano Soldini
- Giuseppe Curonici
- Gabriella Gandola
- Gerardo Rigozzi
- Stefano Vassere